# Obserwatorium Whipple’a

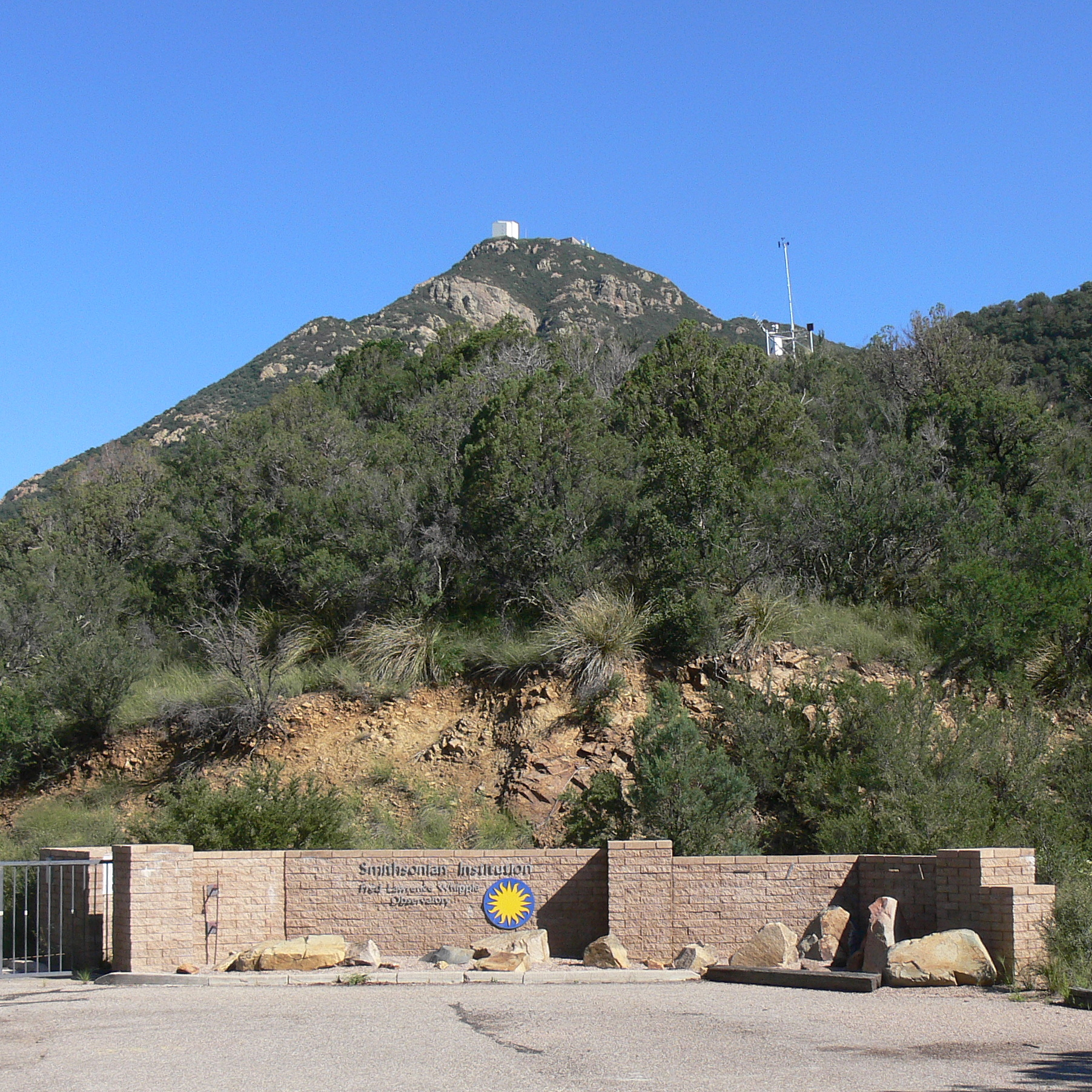
Obserwatorium Whipple’a

Obserwatorium imienia Freda Lawrence’a Whipple’a (ang. Fred Lawrence Whipple Observatory) – obserwatorium astronomiczne znajdujące się na górze Mount Hopkins w pobliżu miejscowości Amado w Arizonie (Stany Zjednoczone), na wysokości ok. 2606 m n.p.m. Jest własnością i pod zarządem Smithsonian Astrophysical Observatory (SAO). Jest to największe obserwatorium tej instytucji poza Cambridge. Prowadzone są tu obserwacje astronomiczne, zarówno w zakresie optycznym jak i promieniowania gamma.

## Historia
W 1966 roku – w wyniku przyznania finansowania przez Smithsonian Institution – rozpoczęto budowę drogi na Mount Hopkins, jako pierwszy krok w budowie Obserwatorium Mount Hopkins (tak początkowo nazywało się obserwatorium). W 1968 roku zainstalowano tu 10-metrowy teleskop Whipple’a pracujący w zakresie promieni gamma.
Nazwę obserwatorium zmieniono jesienią 1981 roku dla uczczenia Freda Lawrence’a Whipple’a, znanego badacza planet, pioniera badań kosmicznych i emerytowanego dyrektora SAO, dzięki którego wysiłkom wybudowano tę placówkę.

## Instrumenty

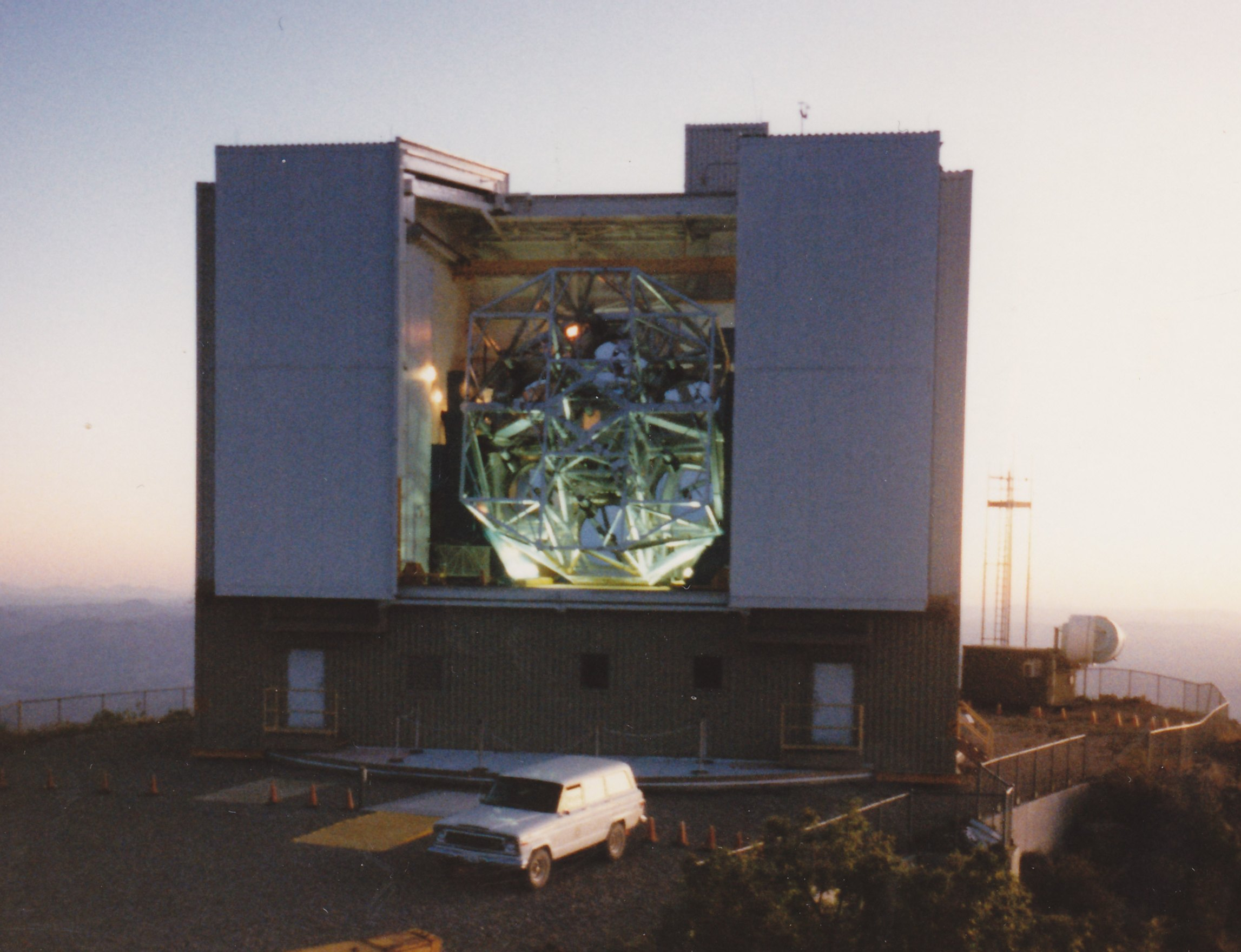
Teleskop MMT w 1981 roku

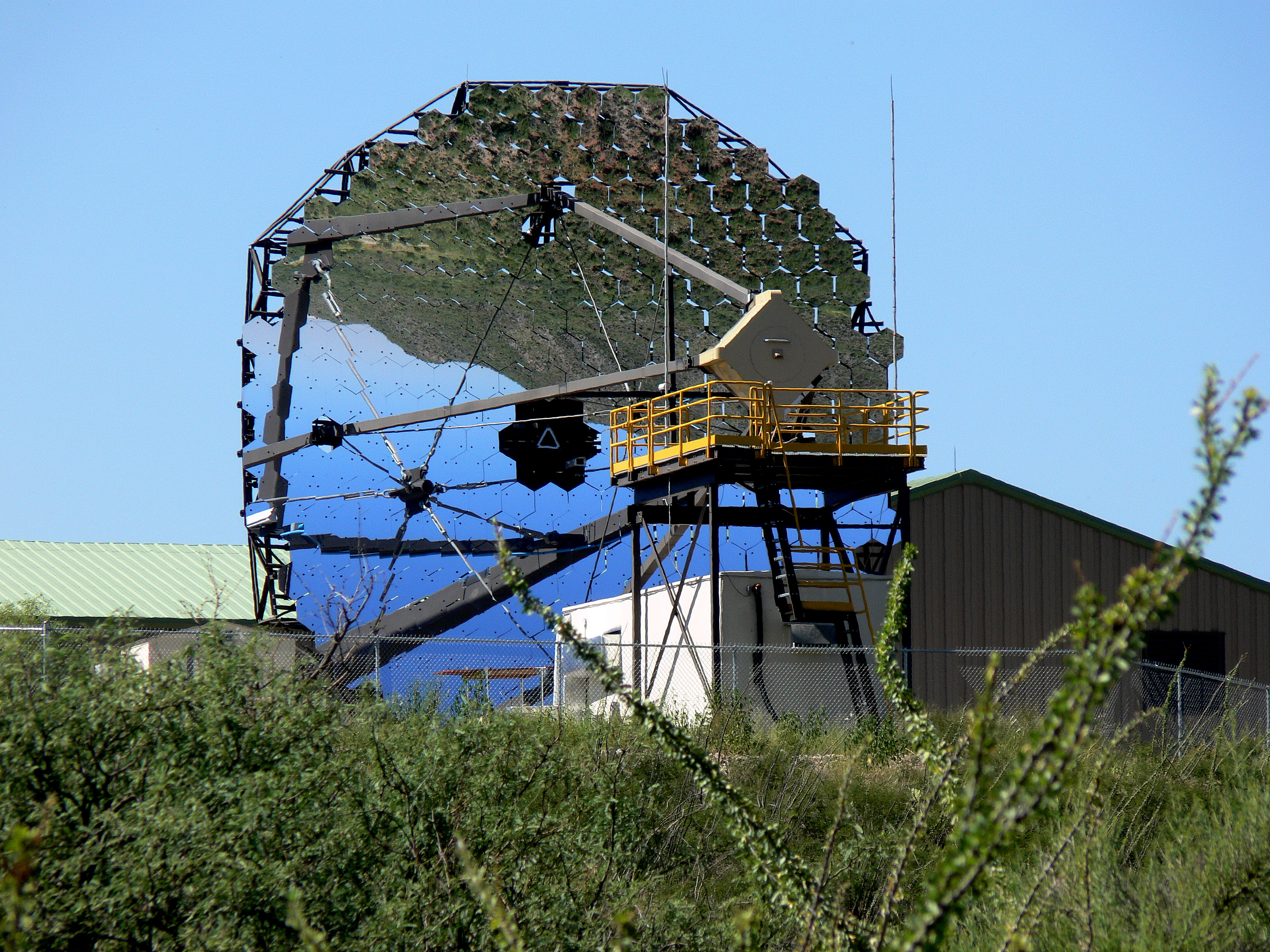
Zwierciadła jednego z detektorów VERITAS

### MMT
W Obserwatorium Whipple’a znajduje się tzw. teleskop MMT (od ang. Multi Mirror Telescope). Nazwa teleskopu pochodzi od jego poprzednika (w tej samej kopule) oddanego do użytku w 1979 roku, który miał nowatorską konstrukcję: poza rzadko spotykanym w dużych teleskopach montażem azymutalnym, teleskop składał się z 6 zwierciadeł o średnicy 1,8 m każde, o łącznej powierzchni odpowiadającej zwierciadłu o średnicy 4,5 m, co czyniło go trzecim co do wielkości teleskopem na świecie. Pierwszym Polakiem, który obserwował tym teleskopem był Tomasz Chlebowski (obserwacje V1500 Cygni w 1981 roku).
W 1998 roku system zwierciadeł zastąpiono jednym wielkim zwierciadłem o średnicy 6,5 m odlanym w technologii „plastra miodu”. Teleskop ten jest administrowany wspólnie przez SAO i Uniwersytet Arizony.

### Pozostałe instrumenty
Na szczycie Mount Hopkins znajdują się również inne instrumenty obserwacyjne:
- Reflektor o średnicy 1,5 m (Tillinghast)
- reflektor 1,2 m
- reflektor podczerwony 1,3 m (PAIRITEL, Peters Automated IR Imaging Telescope)
- teleskop systemu HATNet (Hungarian-made Automated Telescope Network – teleskop do automatycznych obserwacji nieba)
- system MEarth – zespół 8 automatycznie pracujących reflektorów o średnicy 40 cm obserwujących 2000 czerwonych karłów typu widmowego M w ramach Projektu MEarth
- detektor 10 m Whipple’a (IACT – Imaging Atmospheric Cherenkov Technique). Detektor ten – po 40 latach pracy – został niedawno zdemontowany
- 4 detektory IACT z 12-metrowymi zwierciadłami systemu VERITAS (od ang. Very Energetic Radiation Imaging Telescope Array System), oddane do użytku w kwietniu 2007 roku.